# Walter Howell
Walter Neville Howell, född 17 december 1929, är en australisk före detta roddare.
Howell blev olympisk bronsmedaljör i åtta med styrman vid sommarspelen 1956 i Melbourne.